# Marian Freiherr von Gravenreuth
Marian Max Kasimir Werner Maria Freiherr von Gravenreuth (* 27. Oktober 1949 in Augsburg) ist ein deutscher Schlossherr und Waldbesitzer.

## Werdegang
Freiherr von Gravenreuth entstammt dem fränkischen Adelsgeschlecht der Gravenreuth. Er wurde als Sohn von Werner Freiherr von Gravenreuth (1906–1982) geboren und wuchs auf Schloss Affing auf. Seine Ausbildung schloss er als Diplom-Kaufmann ab. Nach dem Tod des Vaters erbte er das Familienanwesen, zu dem auch umfangreicher Waldbesitz gehört.
Von 1998 bis 2008 war er Vorsitzender des Bayerischen Waldbesitzerverbandes und wurde 2011 zu dessen Ehrenpräsidenten ernannt. 1998 wurde er auch zum Vizepräsidenten der Arbeitsgemeinschaft Deutscher Waldbesitzerverbände (AGDW) gewählt und gehört in dieser Funktion dem Deutschen Forstwirtschaftsrat an. Von 1994 bis 2002 war er Vertreter des AGDW im Präsidium der Deutschen Gesellschaft für Holzforschung.
Auf europäischer Ebene wirkte er als Vizepräsident des Zentralverbands der Europäischen Waldbesitzer und Vorsitzender der europäischen Forstzertifizierungsinitiative PEFC.

## Ehrungen
- 2006: Europamedaille des Freistaats Bayern
- 2007: Komturkreuz des Ordens des Löwen von Finnland[3]
- 2008: Verdienstkreuz am Bande der Bundesrepublik Deutschland
- 2008: Großer Bayerischer Löwe[4]
- 2011: Umweltpreis des Wittelsbacher Landes
- 2012: Bayerischer Verdienstorden[5]